# رنده (ایتالیا)
رنده (ایتالیا) (به ایتالیایی: Rende) یک کومونه در ایتالیا است که در استان کزنتزا واقع شده‌است.

## خصوصیات
رنده ۵۴ کیلومترمربع مساحت و ۳۵٬۲۲۱ نفر جمعیت دارد و ۴۸۰ متر بالاتر از سطح دریا واقع شده‌است.